# Rostellariella delicatula
Rostellariella delicatula is een slakkensoort uit de familie van de Rostellariidae. De wetenschappelijke naam van de soort is voor het eerst geldig gepubliceerd in 1881 door G. Nevill.